# Cottonmouths de Columbus (ECHL)
Pour les articles homonymes, voir Cottonmouths de Columbus.
Les  Cottonmouths de Columbus sont une franchise professionnelle de hockey sur glace en Amérique du Nord qui a évolué dans l'ECHL de 2001 à 2004.

## Historique
En 3 saisons, l'équipe ne parvient jamais à se qualifier pour les séries éliminatoires. Elle sert de club-école à 5 franchises différentes : les Bulldogs de Hamilton de 2001 à 2003, les Admirals de Norfolk en 2001-2002 et les Roadrunners de Toronto en 2003-2004 de Ligue américaine de hockey, et les Oilers d'Edmonton en 2001-2002 puis en 2003-2004 et les Canadiens de Montréal en 2002-2003 de la Ligue nationale de hockey.

## Statistiques
| No | Saison    | PJ | V  | D  | DTB | BP  | BC  | Pts | Classement            | Séries éliminatoires | Entraîneur                |
| -- | --------- | -- | -- | -- | --- | --- | --- | --- | --------------------- | -------------------- | ------------------------- |
| 1  | 2001-2002 | 72 | 24 | 37 | 11  | 197 | 242 | 59  | 8e, division Sud-Est  | Non qualifiés        | Bruce Garber              |
| 2  | 2002-2003 | 72 | 25 | 39 | 8   | 197 | 270 | 58  | 7e, division Sud-Est  | Non qualifiés        | Bruce Garber Phil Roberto |
| 3  | 2003-2004 | 72 | 37 | 27 | 8   | 214 | 197 | 82  | 5e, division Centrale | Non qualifiés        | Brian Curran              |